# Dusona laminata
Dusona laminata là một loài tò vò trong họ Ichneumonidae.